# Колдвелл (парафія)
Шаблон:StateAbbr_ 32°05′ пн. ш. 92°07′ зх. д. / 32.09° пн. ш. 92.12° зх. д.
Округ  Колдвелл (англ. Caldwell Parish) — округ (парафія) у штаті  Луїзіана, США. Ідентифікатор округу 22021.

## Історія
Парафія утворена 1838 року.

## Демографія
За даними перепису 
2000 року 
загальне населення округу становило 10560 осіб, усе сільське.
Серед мешканців округу чоловіків було 5358, а жінок — 5202. В окрузі було 3941 домогосподарство, 2819 родин, які мешкали в 5035 будинках.
Середній розмір родини становив 2,99.
Віковий розподіл населення поданий у таблиці:
| Стать    | До 15 років | 15-21 | 22-29 | 30-39 | 40-49 | 50-65 | 65-85 | Понад 85 |
| -------- | ----------- | ----- | ----- | ----- | ----- | ----- | ----- | -------- |
| Чоловіки | 1150        | 563   | 618   | 783   | 812   | 816   | 575   | 41       |
| Жінки    | 1006        | 480   | 470   | 763   | 745   | 887   | 728   | 123      |

## Суміжні округи
- Вачіта — північ
- Ричленд — північний схід
- Франклін — схід
- Катаула — південний схід
- Ла-Салл — південь
- Вінн — південний захід
- Джексон — північний захід

## Виноски
1. ↑  U.S. Decennial Census. United States Census Bureau. Архів оригіналу за 26 квітня 2015. Процитовано 27 серпня 2014.
2. ↑  Historical Census Browser. University of Virginia Library. Архів оригіналу за 11 серпня 2012. Процитовано 27 серпня 2014.
3. ↑  Population of Counties by Decennial Census: 1900 to 1990. United States Census Bureau. Архів оригіналу за 15 вересня 2014. Процитовано 27 серпня 2014.
4. ↑  Census 2000 PHC-T-4. Ranking Tables for Counties: 1990 and 2000 (PDF). United States Census Bureau. Архів оригіналу (PDF) за 18 грудня 2014. Процитовано 27 серпня 2014.
5. ↑  Caldwell Parish, Louisiana. quickfacts.census.gov. Архів оригіналу за 7 липня 2011. Процитовано 21 листопада 2012.(англ.) Наведено за англійською вікіпедією.
6. ↑  American FactFinder. Бюро перепису населення США. Архів оригіналу за 29 липня 2011. Процитовано 31 січня 2008.

| США | Це незавершена стаття з географії США. Ви можете допомогти проєкту, виправивши або дописавши її. |